# SN 2003bi
SN 2003bi – supernowa typu Ia odkryta 22 lutego 2003 roku w galaktyce A104405+1231. W momencie odkrycia miała maksymalną jasność 19,60m.